# Liste des députés européens de Suède de la 9e législature

Cet article présente la liste des députés européens de Suède élus lors des élections européennes de 2019 en Suède.

## Députés européens élus en 2019
| Nom               | Parti | Parti                                           | Groupe parlementaire européen                                             |
| ----------------- | ----- | ----------------------------------------------- | ------------------------------------------------------------------------- |
| Tomas Tobé        |       | Modérés                                         | Parti populaire européen                                                  |
| Jessica Polfjärd  |       | Modérés                                         | Parti populaire européen                                                  |
| Jörgen Warborn    |       | Modérés                                         | Parti populaire européen                                                  |
| Arba Kokalari     |       | Modérés                                         | Parti populaire européen                                                  |
| Sara Skyttedal    |       | Chrétiens-démocrates                            | Parti populaire européen                                                  |
| David Lega        |       | Chrétiens-démocrates                            | Parti populaire européen                                                  |
| Fredrick Federley |       | Parti du centre                                 | Renew Europe                                                              |
| Abir Al-Sahlani   |       | Parti du centre                                 | Renew Europe                                                              |
| Karin Karlsbro    |       | Les Libéraux                                    | Renew Europe                                                              |
| Heléne Fritzon    |       | Parti social-démocrate suédois des travailleurs | Alliance progressiste des socialistes et démocrates au Parlement européen |
| Jytte Guteland    |       | Parti social-démocrate suédois des travailleurs | Alliance progressiste des socialistes et démocrates au Parlement européen |
| Johan Danielsson  |       | Parti social-démocrate suédois des travailleurs | Alliance progressiste des socialistes et démocrates au Parlement européen |
| Erik Bergkvist    |       | Parti social-démocrate suédois des travailleurs | Alliance progressiste des socialistes et démocrates au Parlement européen |
| Evin Incir        |       | Parti social-démocrate suédois des travailleurs | Alliance progressiste des socialistes et démocrates au Parlement européen |
| Malin Björk       |       | Parti de gauche                                 | Gauche unitaire européenne/Gauche verte nordique                          |
| Alice Bah Kuhnke  |       | Parti de l'environnement Les Verts              | Groupe des Verts/Alliance libre européenne                                |
| Pär Holmgren      |       | Parti de l'environnement Les Verts              | Groupe des Verts/Alliance libre européenne                                |
| Jakop Dalunde     |       | Parti de l'environnement Les Verts              | Groupe des Verts/Alliance libre européenne                                |
| Peter Lundgren    |       | Démocrates de Suède                             | Conservateurs et réformistes européens                                    |
| Jessica Stegrud   |       | Démocrates de Suède                             | Conservateurs et réformistes européens                                    |
| Charlie Weimers   |       | Démocrates de Suède                             | Conservateurs et réformistes européens                                    |

## Entrants et sortants
| Entrant          | Parti                                           | Groupe    | En remplacement de | Date              | Motif                                |
| ---------------- | ----------------------------------------------- | --------- | ------------------ | ----------------- | ------------------------------------ |
| Jakop Dalunde    | Parti de l'environnement Les Verts              | Verts/ALE | Siège vacant       | 1er février 2020  | Redistribution des sièges du Brexit. |
| Emma Wiesner     | Parti du centre                                 | RE        | Fredrick Federley  | 4 février 2021    | Démission.                           |
| Ilan De Basso    | Parti social-démocrate suédois des travailleurs | S&D       | Johan Danielsson   | 13 décembre 2021  | Démission.                           |
| Carina Ohlsson   | Parti social-démocrate suédois des travailleurs | S&D       | Jytte Guteland     | 26 septembre 2022 | Démission.                           |
| Johan Nissinen   | Démocrates de Suède                             | CRE       | Jessica Stegrud    | 11 octobre 2022   | Démission.                           |
| Linus Glanzelius | Parti social-démocrate suédois des travailleurs | S&D       | Erik Bergkvist     | 27 février 2024   | Décès.                               |

## Changement d'affiliation
| Membre | Parti  | Parti   | Groupe | Groupe  | Date |
| Membre | Ancien | Nouveau | Ancien | Nouveau | Date |
| ------ | ------ | ------- | ------ | ------- | ---- |